# Liste der Monuments historiques in Viterne
Die Liste der Monuments historiques in Viterne führt die Monuments historiques in der französischen Gemeinde Viterne auf.

## Liste der Objekte
| Bezeichnung                          | Beschreibung                                          | Standort                             | Kennzeichnung | Schutzstatus | Datum | Bild |
| ------------------------------------ | ----------------------------------------------------- | ------------------------------------ | ------------- | ------------ | ----- | ---- |
| Gemälde Porträt von François Boileau | Ölfarbe auf Leinwand, vergoldeter Holzrahmen, um 1810 | im Hôtel de Ville (Lage)             | PM54002005    | Inscrit      | 1997  |      |
| Wäscheschrank                        | Holz, erste Hälfte des 19. Jahrhunderts               | in der Kirche Tous-les-Saints (Lage) | PM54002006    | Inscrit      | 2009  |      |
| Pietà                                | Stein, 15. oder 16. Jahrhundert                       | in der Kirche Tous-les-Saints (Lage) | PM54002007    | Inscrit      | 2009  |      |